# Stéphane Demol
Stèphane Demol (Watermael-Boitsfort, 11 marzo 1966 – 22 giugno 2023) è stato un calciatore e allenatore di calcio belga, di ruolo difensore.

## Carriera

### Giocatore

#### Club
Demol inizia a giocare all'età di 9 anni nelle giovanili del Drogenbos, squadra belga. Il suo talento fu notato dall'Anderlecht nel 1980. Quattro anni dopo esordisce in prima squadra e si afferma come uno dei migliori difensori belgi del periodo. Nell'estate 1988 Demol passa nelle file del Bologna, collezionando tuttavia solo 21 partite con 2 gol,uno su rigore nella sua unica stagione in Italia. L'annata successiva viene acquistato dal Porto con cui vince il campionato portoghese. Nel 1990 al Tolosa, dove rimane solo un anno, giocando un buon calcio e mettendo a referto 2 gol in Francia.
Nel 1991 torna in Belgio, nelle file dello Standard Liegi dove in un biennio riesce a vincere la coppa nazionale. Nel 1993 passa al Cercle Bruges, all'età di 27 anni. Nel 1994 ritenta fortuna in Portogallo nella squadra dello Braga, ma a causa di numerosi infortuni scende in campo in sole 3 occasioni. Nel 1995 vola in Grecia nelle file del Paniōnios ma pure qui mette a referto solo 3 partite. Nel 1996 prova fortuna in Svizzera nella squadra del Lugano, ma anche quest'ultima esperienza è segnata da alti e bassi riuscendo a giocare solo 6 partite. Torna quindi in Francia, nel Tolone, con cui scende in campo 27 volte segnando 1 gol.
Chiude la carriera nel 2000 in patria, nell'Halle, dopo aver vestito nella stagione precedente la maglia del Dender.

#### Nazionale

Demol (a destra) in nazionale al, alle prese con l'uruguaiano Francescoli.

In carriera Demol ha collezionato in totale 38 partite con il Belgio, segnando anche 1 gol al campionato del mondo 1986 nel rocambolesco ottavo di finale contro l'Unione Sovietica vinto dai belgi per 4-3 dopo i tempi supplementari, in cui Demol ha segnato al 102º minuto (esattamente il 12º minuto dei supplementari) il goal del provvisorio 3-2 dei diavoli rossi. Ha partecipato anche al campionato del mondo 1990, e quella è stata la sua ultima competizione con la Nazionale belga.
Quella contro l'URSS è stata la sua unica rete con la selezione belga con cui ha militato dal 1986 (esordendo 2 mesi prima del Mondiale in Messico in amichevole contro la Bulgaria) al 1991.

### Allenatore
Demol inizia la carriera in panchina nel 1999, quando giocava ancora nell'Halle e ricopriva il doppio ruolo di giocatore e allenatore. Dopo aver guidato formazioni di secondo piano, nel 2002 passa ad allenare il Malines dove rimane per un anno, per poi prendere in mano nel 2003 la sua ex squadra del Dender.
Nel 2004 torna in Grecia come allenatore dell'Egaleo, mentre nel 2005 fa ritorno in Belgio nel RFC Liegi. Tra il 2006 e il 2008 è il vice della nazionale belga, per poi passare nell'estate 2008 alla squadra ellenica dell'Ethnikos Achnas. Dopo una breve parentesi al Brussels, nel 2012 si trasferisce in Thailandia, al BEC Tero Sasana.

## Statistiche

### Cronologia presenze e reti in Nazionale maggiore
| Cronologia completa delle presenze e delle reti in nazionale ― Belgio | Cronologia completa delle presenze e delle reti in nazionale ― Belgio | Cronologia completa delle presenze e delle reti in nazionale ― Belgio | Cronologia completa delle presenze e delle reti in nazionale ― Belgio | Cronologia completa delle presenze e delle reti in nazionale ― Belgio | Cronologia completa delle presenze e delle reti in nazionale ― Belgio | Cronologia completa delle presenze e delle reti in nazionale ― Belgio | Cronologia completa delle presenze e delle reti in nazionale ― Belgio |
| Data                                                                  | Città                                                                 | In casa                                                               | Risultato                                                             | Ospiti                                                                | Competizione                                                          | Reti                                                                  | Note                                                                  |
| --------------------------------------------------------------------- | --------------------------------------------------------------------- | --------------------------------------------------------------------- | --------------------------------------------------------------------- | --------------------------------------------------------------------- | --------------------------------------------------------------------- | --------------------------------------------------------------------- | --------------------------------------------------------------------- |
| 23-4-1986                                                             | Bruxelles                                                             | Belgio                                                                | 2 – 0                                                                 | Bulgaria                                                              | Amichevole                                                            | -                                                                     |                                                                       |
| 19-5-1986                                                             | Bruxelles                                                             | Belgio                                                                | 1 – 3                                                                 | Jugoslavia                                                            | Amichevole                                                            | -                                                                     | 46’                                                                   |
| 3-6-1986                                                              | Città del Messico                                                     | Messico                                                               | 2 – 1                                                                 | Belgio                                                                | Mondiali 1986 - 1º turno                                              | -                                                                     | 66’                                                                   |
| 8-6-1986                                                              | Toluca                                                                | Belgio                                                                | 2 – 1                                                                 | Iraq                                                                  | Mondiali 1986 - 1º turno                                              | -                                                                     | 66’                                                                   |
| 11-6-1986                                                             | Toluca                                                                | Belgio                                                                | 2 – 2                                                                 | Paraguay                                                              | Mondiali 1986 - 1º turno                                              | -                                                                     |                                                                       |
| 15-6-1986                                                             | León                                                                  | Belgio                                                                | 4 – 3 dts                                                             | Unione Sovietica                                                      | Mondiali 1986 - Ottavi di finale                                      | 1                                                                     |                                                                       |
| 22-6-1986                                                             | Puebla de Zaragoza                                                    | Belgio                                                                | 1 – 1 dts (5 – 4 dtr)                                                 | Spagna                                                                | Mondiali 1986 - Quarti di finale                                      | -                                                                     | 24’                                                                   |
| 25-6-1986                                                             | Città del Messico                                                     | Argentina                                                             | 2 – 0                                                                 | Belgio                                                                | Mondiali 1986 - Semifinale                                            | -                                                                     |                                                                       |
| 28-6-1986                                                             | Puebla de Zaragoza                                                    | Belgio                                                                | 2 – 4                                                                 | Francia                                                               | Mondiali 1986 - Finale 3º posto                                       | -                                                                     |                                                                       |
| 10-9-1986                                                             | Bruxelles                                                             | Belgio                                                                | 2 – 2                                                                 | Irlanda                                                               | Qual. Euro 1988                                                       | -                                                                     |                                                                       |
| 14-10-1986                                                            | Lussemburgo                                                           | Lussemburgo                                                           | 0 – 6                                                                 | Belgio                                                                | Qual. Euro 1988                                                       | -                                                                     | 51’                                                                   |
| 19-11-1986                                                            | Bruxelles                                                             | Belgio                                                                | 1 – 1                                                                 | Bulgaria                                                              | Qual. Euro 1988                                                       | -                                                                     |                                                                       |
| 4-2-1987                                                              | Braga                                                                 | Portogallo                                                            | 1 – 0                                                                 | Belgio                                                                | Amichevole                                                            | -                                                                     |                                                                       |
| 1-4-1987                                                              | Anderlecht                                                            | Belgio                                                                | 4 – 1                                                                 | Scozia                                                                | Qual. Euro 1988                                                       | -                                                                     |                                                                       |
| 26-3-1988                                                             | Bruxelles                                                             | Belgio                                                                | 3 – 0                                                                 | Ungheria                                                              | Amichevole                                                            | -                                                                     | 46’                                                                   |
| 5-6-1988                                                              | Odense                                                                | Danimarca                                                             | 3 – 1                                                                 | Belgio                                                                | Amichevole                                                            | -                                                                     |                                                                       |
| 12-10-1988                                                            | Anversa                                                               | Belgio                                                                | 1 – 2                                                                 | Brasile                                                               | Amichevole                                                            | -                                                                     |                                                                       |
| 19-10-1988                                                            | Bruxelles                                                             | Belgio                                                                | 1 – 0                                                                 | Svizzera                                                              | Qual. Mondiali 1990                                                   | -                                                                     |                                                                       |
| 16-11-1988                                                            | Bratislava                                                            | Cecoslovacchia                                                        | 0 – 0                                                                 | Belgio                                                                | Qual. Mondiali 1990                                                   | -                                                                     |                                                                       |
| 15-2-1989                                                             | Lisbona                                                               | Portogallo                                                            | 1 – 1                                                                 | Belgio                                                                | Qual. Mondiali 1990                                                   | -                                                                     | 6’ 81’                                                                |
| 29-4-1989                                                             | Bruxelles                                                             | Belgio                                                                | 2 – 1                                                                 | Cecoslovacchia                                                        | Qual. Mondiali 1990                                                   | -                                                                     |                                                                       |
| 1-6-1989                                                              | Lilla                                                                 | Lussemburgo                                                           | 0 – 5                                                                 | Belgio                                                                | Qual. Mondiali 1990                                                   | -                                                                     |                                                                       |
| 23-8-1989                                                             | Bruges                                                                | Belgio                                                                | 3 – 0                                                                 | Danimarca                                                             | Amichevole                                                            | -                                                                     | 62’                                                                   |
| 6-9-1989                                                              | Bruxelles                                                             | Belgio                                                                | 3 – 0                                                                 | Portogallo                                                            | Qual. Mondiali 1990                                                   | -                                                                     |                                                                       |
| 11-10-1989                                                            | Basilea                                                               | Svizzera                                                              | 2 – 2                                                                 | Belgio                                                                | Qual. Mondiali 1990                                                   | -                                                                     | 71’                                                                   |
| 21-2-1990                                                             | Bruxelles                                                             | Belgio                                                                | 0 – 0                                                                 | Svezia                                                                | Amichevole                                                            | -                                                                     |                                                                       |
| 26-5-1990                                                             | Bruxelles                                                             | Belgio                                                                | 2 – 2                                                                 | Romania                                                               | Amichevole                                                            | -                                                                     |                                                                       |
| 2-6-1990                                                              | Bruxelles                                                             | Belgio                                                                | 3 – 0                                                                 | Messico                                                               | Amichevole                                                            | -                                                                     | 46’                                                                   |
| 6-6-1990                                                              | Bruxelles                                                             | Belgio                                                                | 1 – 1                                                                 | Polonia                                                               | Amichevole                                                            | -                                                                     | 46’                                                                   |
| 12-6-1990                                                             | Verona                                                                | Corea del Sud                                                         | 0 – 2                                                                 | Belgio                                                                | Mondiali 1990 - 1º turno                                              | -                                                                     |                                                                       |
| 17-6-1990                                                             | Verona                                                                | Belgio                                                                | 3 – 1                                                                 | Uruguay                                                               | Mondiali 1990 - 1º turno                                              | -                                                                     |                                                                       |
| 21-6-1990                                                             | Verona                                                                | Belgio                                                                | 1 – 2                                                                 | Spagna                                                                | Mondiali 1990 - 1º turno                                              | -                                                                     |                                                                       |
| 26-6-1990                                                             | Bologna                                                               | Belgio                                                                | 0 – 1 dts                                                             | Inghilterra                                                           | Mondiali 1990 - Ottavi di finale                                      | -                                                                     |                                                                       |
| 12-9-1990                                                             | Anderlecht                                                            | Belgio                                                                | 0 – 2                                                                 | Germania Est                                                          | Amichevole                                                            | -                                                                     | 46’                                                                   |
| 17-10-1990                                                            | Cardiff                                                               | Galles                                                                | 3 – 1                                                                 | Belgio                                                                | Qual. Euro 1992                                                       | -                                                                     |                                                                       |
| 11-9-1991                                                             | Lussemburgo                                                           | Lussemburgo                                                           | 0 – 2                                                                 | Belgio                                                                | Qual. Euro 1992                                                       | -                                                                     | 80’                                                                   |
| 9-10-1991                                                             | Székesfehérvár                                                        | Ungheria                                                              | 0 – 2                                                                 | Belgio                                                                | Amichevole                                                            | -                                                                     |                                                                       |
| 20-11-1991                                                            | Anderlecht                                                            | Belgio                                                                | 0 – 1                                                                 | Germania                                                              | Qual. Euro 1992                                                       | -                                                                     | 46’                                                                   |
| Totale                                                                |                                                                       | Presenze                                                              | 38                                                                    |                                                                       | Reti                                                                  | 1                                                                     |                                                                       |

## Palmarès

### Giocatore

#### Club
- Campionato belga: 3

Anderlecht: 1984-1985, 1985-1986, 1986-1987
- Coppa del Belgio: 2

Anderlecht: 1984-1985
Standard Liegi: 1992-1993
- Campionato portoghese: 1

Porto: 1989-1990

#### Internazionale
- 4 ° Campionato mondiale di calcio: 1986[4]

#### Individuale
- Kicker FIFA World Cup All-Star Team: 1986[4]
- Miglior giocatore straniero della Primeira Liga: 1989-1990[5]
- World Soccer World XI: 1990[6]